# Sten-Åke Lindberg
Sten-Åke "Steine" Bertil Lindberg, född 2 januari 1939 i Sankt Pauli församling i Malmö, död 2003 i Källstorps församling i Skåne län, var en svensk militärmusiker som dock mer var berömd inom det civila, där han var sångare och en av de tre saxofonisterna i det svenska dansbandet Ingmar Nordströms åren 1955–1991, och deltog även i gruppens korta återförening 1997–1998.
1985 spelade han in ett soloalbum, "Up My Street", i London tillsammans med London Symphony Orchestra och Royal Philharmonic Orchestra.